# لایزا ویل
لایزا ویل (انگلیسی: Liza Weil؛ زادهٔ ۵ ژوئن ۱۹۷۷) هنرپیشه اهل ایالات متحده آمریکا است.

## گزیده فیلم‌شناسی

### سینمایی
- آسیابک (۲۰۰۲)
- شخص گمشده (۲۰۰۹)
- زنان بازنده هستند (۲۰۲۱)

### تلویزیونی
- بال غربی (۲۰۰۰)
- بخش فوریت‌های پزشکی (۲۰۰۰، ۲۰۰۲)
- قانون و نظم: واحد قربانیان ویژه (۲۰۰۱)
- سی‌اس‌آی (۲۰۰۹)
- آناتومی گری (۲۰۰۹)
- درمانگاه خصوصی (۲۰۱۱)
- چگونه از مجازات قتل فرار کرد (۲۰۱۴-اکنون)